# Giro di Campania 1939
Il Giro di Campania 1939, tredicesima edizione della corsa, si svolse il 25 giugno 1939 su un percorso di 268 km con partenza e arrivo a Napoli. Fu vinto dall'italiano Cino Cinelli, che completò il percorso in 8h18'04" precedendo in volata i connazionali Gino Bartali e Pietro Rimoldi. Conclusero la corsa, valida come prima delle tre prove del Campionato italiano 1939, 20 dei 32 ciclisti al via.

## Percorso
Organizzata dal quotidiano Roma, la corsa prese il via da piazza Carlo III a Napoli e nella prima parte transitò per Capodichino, Casoria, Cardito, Caivano, Caserta (km 26,5), Maddaloni (km 34), Cancello Scalo, San Felice a Cancello, Arienzo, Montesarchio, Benevento (km 87,9), San Giorgio del Sannio, Campanarello, il passo di Serra (585 m s.l.m., km 118,1), Pratola Serra, Avellino (km 133,8), Bellizzi Irpino, Contrada, Montoro, Mercato San Severino, Baronissi e Salerno (km 169,2). Da qui il percorso attraversò Vietri sul Mare, Cetara, Maiori, il Valico di Chiunzi (685 m s.l.m., km 203), Corbara, Angri, Scafati, Ottaviano, Somma Vesuviana, Marigliano, Brusciano, Pomigliano d'Arco e Tavernanova; dopo lo strappo di Santa Maria del Pianto alla Doganella, la corsa si concluse al campo dell'Arenaccia.

## Squadre e corridori partecipanti
Parteciparono alla prova 32 ciclisti professionisti, 31 in rappresentanza delle otto squadre di marca affiliata alla Federciclismo nella stagione 1939 – la Bianchi con Aldo Bini e Adolfo Leoni, la Legnano con Gino Bartali, la Gloria con Severino Canavesi, la Frejus con Giovanni Valetti e Cino Cinelli, la Ganna con Glauco Servadei e Cesare Del Cancia, la Lygie con Mario Vicini, l'Olympia con Enrico Mollo, la Maino – e uno come isolato (Enrico Mara).

## Ordine d'arrivo (Top 10)
| Pos. | Corridore       | Squadra | Tempo    |
| ---- | --------------- | ------- | -------- |
| 1    | Cino Cinelli    | Frejus  | 8h18'04" |
| 2    | Gino Bartali    | Legnano | s.t.     |
| 3    | Pietro Rimoldi  | Olympia | s.t.     |
| 4    | Glauco Servadei | Ganna   | s.t.     |
| 5    | Adolfo Leoni    | Bianchi | s.t.     |
| 6    | Enrico Mara     | -       | s.t.     |
| 7    | Diego Marabelli | Bianchi | s.t.     |
| 8    | Olimpio Bizzi   | Frejus  | s.t.     |
| 9    | Mario Vicini    | Lygie   | s.t.     |
| 10   | Michele Benente | Olympia | s.t.     |